# 이현호 (1988년)
이현호(李賢皓, 1988년 11월 29일 ~ )는 대한민국의 축구 선수이다.

## 클럽 경력

### 울산 현대미포조선 돌고래
이현호는 탐라대 재학 중이던 2009년 여름 울산 현대미포조선 돌고래에 입단하여 11경기에 출장하였고, 한 골을 기록하였다.

### 제주 유나이티드 FC
2010년 신인 드래프트에 참가한 이현호는 제주 유나이티드에 2순위로 지명되었고, 입단하였다. 시즌 전 연변 FC와의 친선 경기에서 도움 하나를 기록하며 기대를 모았다. 2010 시즌 개막전에서는 부산 아이파크를 상대로 선발 출전하여 전반전 동안 뛰었다. 4월 25일 전남 드래곤즈 전에서는 후반 5분 득점하였다. 제주 유나이티드는 2-1로 승리를 거뒀고, 이현호는 MVP에 선정되었다.

### 성남 일화 천마
2012년 1월 송호영과 트레이드되어 성남으로 이적하였다.
그러나, 왼쪽 정강이 피로골절이라는 부상 악몽에 빠져 이렇다 할 활약을 펼치지 못했다.
오른발잡이지만 디딤 발인 왼발을 제대로 사용할 수 없어 자신의 진가를 보여주지 못하고 2013시즌을 끝으로 성남을 떠났다.

### 제주 유나이티드 FC
2014년 재기를 꿈꾸기 위해 친정팀 제주 유나이티드로 복귀하였다.

## 그 외
2012년 1월 19일 화재 속에서 부모님을 데리고 화재 현장에서 탈출하여 화제가 되었다.